# Port lotniczy Połąga
Port lotniczy Połąga (lit. Palangos oro uostas) – międzynarodowy port lotniczy położony 7 km na północ od Połągi i 32 km na północ od Kłajpedy. Jest trzecim co do wielkości portem lotniczym na Litwie (po Wilnie i Kownie).

## Linie lotnicze i połączenia
| Linia lotnicza               | Kierunek                               |
| ---------------------------- | -------------------------------------- |
| Air Baltic                   | 1. Amsterdam (od 29 maja 2024) 2. Ryga |
| Norwegian Air Shuttle        | 1. Oslo-Gardermoen                     |
| Ryanair                      | 1. Londyn-Stansted Sezonowo: 1. Dublin |
| Scandinavian Airlines System | 1. Kopenhaga                           |

## Statystyki
| Rok  | Liczba pasażerów |
| ---- | ---------------- |
| 2001 | 45 660           |
| 2002 | 45 971           |
| 2003 | 46 666           |
| 2004 | 76 020           |
| 2005 | 94 000           |
| 2006 | 110 828          |
| 2007 | 93 379           |
| 2008 | 101 586          |
| 2009 | 104 600          |
| 2010 | 102 528          |
| 2011 | 111 133          |
| 2012 | 128 169          |
| 2013 | 127 890          |
| 2014 | 132 931          |
| 2015 | 145 441          |
| 2016 | 232 630          |
| 2018 | 313 665          |